# Okonomiyaki
Okonomiyaki (お好み焼き) er en japansk madret. Okonomi betyder 'det man foretrækker', og yaki betyder stegt eller grillet.
Okonomiyaki steges traditionelt på en varm stålplade (teppan) ved bordet. De grundlæggende ingredienser er vand, kål, mel, æg og dashi. Andre ingredienser kan bestilles og tilføjes alt efter smag, men varierer i øvrigt mellem de forskellige områder i Japan. Særligt egnede er kød, fisk, grøntsager, ost og mochi. Man blander ingredienserne i en skål og hælder dem ud på en varm tilfedtet teppan, hvor massen gennemsteges. Okonomiyaki har omtrent form som en pandekage, men i modsætning til en sådan deles en okonomiyaki mellem gæsterne. Der krydres med en speciel okonomiyaki-sovs og katsuobushi (tørt revet tunfisk). På grund af måden at tilberede på og muligheden for at variere kaldes retten også for "japansk pizza" men har ellers ikke noget med pizzaer at gøre.

## Varianter
Okonomiyaki er en specialitet i Kansai-regionen (især i Osaka) og Hiroshima. I Tokyo findes en lignende ret i form af monjayaki.
Kansai-varianten bages på begge sider og vendes og deles med en spatel. Delene dekoreres med nori, katsuobushi, mayonnaise eller ingefær. I Kyoto bruges sædvanligvis mørkere typer grøntsager. En variant med nudler kaldes også for modanyaki (モダン焼き).
Ved Hiroshima-varianten, også kaldet Hiroshima-yaki (広島焼き) tilberedes først en art crêpe på teppan. På denne lægges de fintsnittede kål og grøntsager og derefter kød i småtskårne stykker og alt godt fra havet, hvorefter det steges sammen. Imens bliver kogt soba (boghvedenudler) stegt særskilt på teppan og efterfølgende fordelt over massen. Det hele vendes på pladen og bages videre med nudlerne nederst. Derefter lægges det på et i forvejen forberedt æg, stegt og endnu engang vendt. Den færdige ret deles i portioner med en spatel, fordeles og spises med okonomiyaki-sovs.